# Cyclosa argenteoalba
Cyclosa argenteoalba là một loài nhện trong họ Araneidae.
Loài này thuộc chi Cyclosa. Cyclosa argenteoalba được Friedrich Wilhelm Bösenberg & Embrik Strand miêu tả năm 1906.

## Hình ảnh

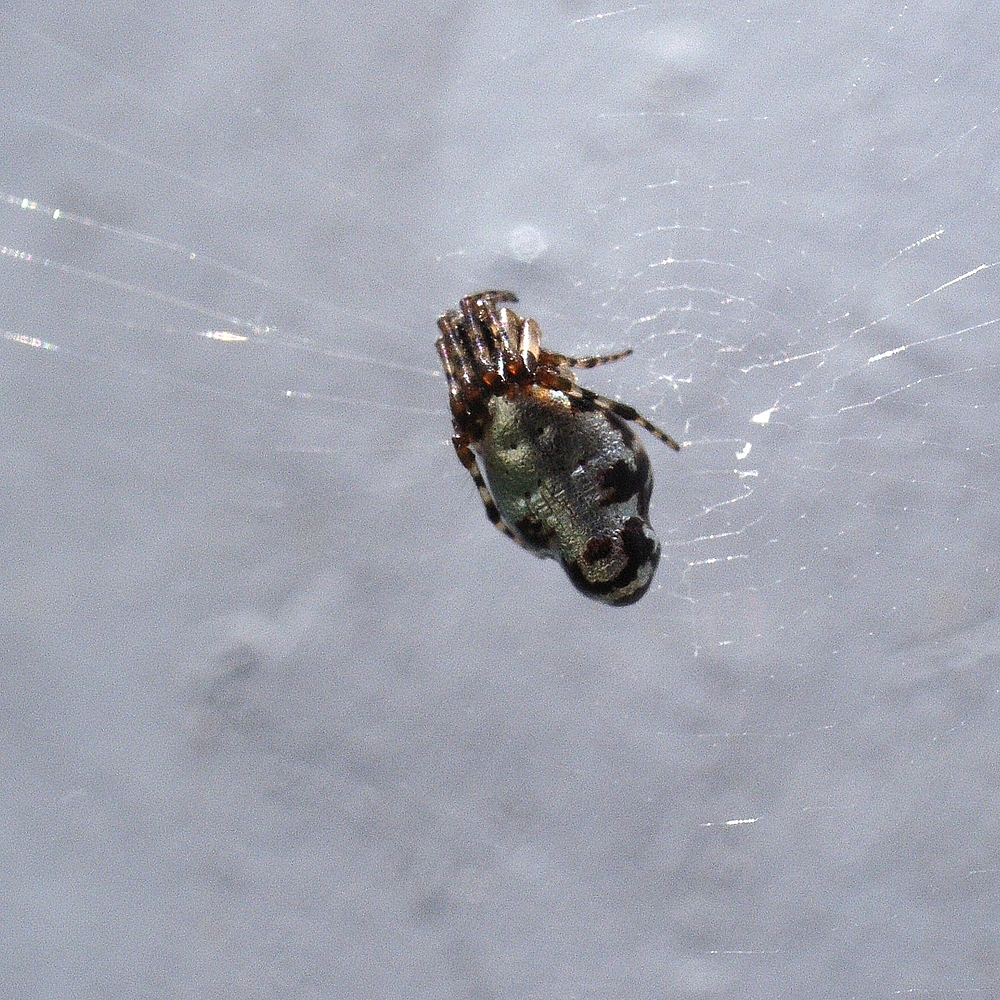